# Microcavia shiptoni
Microcavia shiptoni is een zoogdier uit de familie van de cavia-achtigen (Caviidae). De wetenschappelijke naam van de soort werd voor het eerst geldig gepubliceerd door Thomas in 1925.

## Voorkomen
De soort komt voor in het noordwesten van Argentinië.